# Эристави, Мери
Княгиня Мэри Эристави (груз. მერი პროკოფის ასული ერისთავი), при рождении Шервашидзе (груз. შერვაშიძე, 1888, Батуми — 21 января 1986, Париж) — грузинская аристократка, икона моды, одна из первых моделей Коко Шанель. Мери занимала высокое место среди грузинского дворянства, как и при дворе российского императора в последние годы существования империи. Иногда Мэри рассматривают как музу известного грузинского поэта Галактиона Табидзе.

## Биография

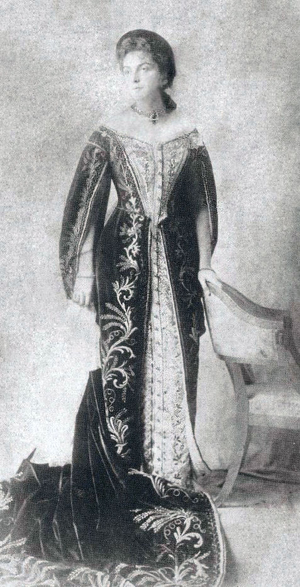
Мэри — придворная дама императрицы

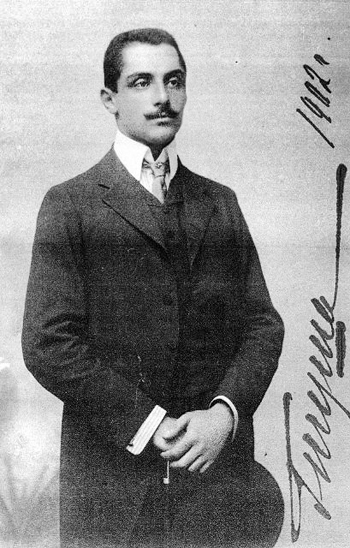
Муж Мэри, князь Георгий

Мэри родилась в Батуми в семье генерал-майора князя Прокофия Шервашидзе. Она была известна в Грузии своей красотой и утонченным телосложением и даже получила комплименты от российского императора Николая II, когда он встретился с ней во время своего визита в Тифлис в 1912 году.
Поскольку её отец вскоре стал депутатом Государственной Думы, семья переехала в Петербург, где Мэри стала придворной дамой императрицы Александры Федоровны. После смерти отца Мэри вернулась в Грузию, где провела свою юность вместе с матерью и сёстрами Леной и Тамарой.
После образования Грузинской демократической республики, вследствие февральской революции, жених Мэри князь Георгий («Гигуша») Николаевич Эристави (Эристави-Ксанский; 1875—1947; бывший флигель-адъютант Николая II) вернулся в Грузию, планируя свадьбу с Мери. Свадьба состоялась в Кутаиси.
В марте 1921 года супруги были вынуждены покинуть страну вследствие захвата власти в Грузии большевиками, чтобы избежать тюремного заключения, депортации или казни. Через Стамбул они переехали в Францию.
По прибытии в Париж Мэри и Георгий поселились на Ру-де-ла-Тур в 16-м округе, популярном районе французского высшего общества. Бегство из Грузии привело к материальным потерям, поэтому семья столкнулась с определёнными финансовыми проблемами, проживая в этом дорогом районе. В течение некоторого времени мать и сёстры Мэри жили вместе с молодыми супругами. Ситуация изменилась, когда семья решила открыть собственное ателье, а Мэри стала моделью Коко Шанель — известного французского дизайнера того времени.
Вскоре мать и сёстры стали жить отдельно, муж Георгий умер; супруги в браке детей не имели. Мэри провела остаток жизни, живя в одиночестве и редко контактируя с другими грузинскими эмигрантами, за исключением посещений местной грузинской церкви. В последние годы своей жизни она была вынуждена переехать в дом престарелых, где, благодаря её неплохим финансовым возможностям, Мэри обеспечили личной сиделкой. Несмотря на жизнь в доме престарелых, Мери продолжила посещать своих друзей в 16-м округе Парижа для игры в карты. По словам её друга Баба Дадиани, комната Мэри была заполнена цветами от известных и неизвестных поклонников.
Из-за закрытости СССР для посещений эмигрантов, Мэри, как и другие беженцы из Грузии, не имела возможности посетить Батуми. Мери Эристави умерла во Франции в возрасте 97 лет. Как и её муж, Мэри была похоронена на кладбище Сент-Женевьев-де-Буа.